# Lista de membros da Academia Leopoldina/2017
A lista de membros da Academia Leopoldina para 2017 contém todas as pessoas que foram nomeadas no ano 2017. No total (situação em dezembro de 2017) foram eleitos 43 novos membros.

## Novos membros eleitos
| Nr.  | Nome                  | Nascimento          | Admissão       | Morte | seção                                             | Imagem                        | Banco de dados |
| ---- | --------------------- | ------------------- | -------------- | ----- | ------------------------------------------------- | ----------------------------- | --- |
| 7722 | Donald B. Dingwell    | 29 de junho de 1958 | 15 de março    |       | Ciências da terra                                 |                               | Lista de membros da Academia Leopoldina/2017 (em alemão). Academia Alemã de Ciências Leopoldina. Consultado em 16 Julho 2017    |
| 7721 | Ignacio Cirac         | 1965-10-11          | 15 de março    |       | Física                                            | Ignacio Chirac                | Lista de membros da Academia Leopoldina/2017 (em alemão). Academia Alemã de Ciências Leopoldina. Consultado em 16 Julho 2017    |
| 7723 | Huajian Gao           | 1963-12-7           | 15 de março    |       | Ciências técnicas                                 |                               | Lista de membros da Academia Leopoldina/2017 (em alemão). Academia Alemã de Ciências Leopoldina. Consultado em 16 Julho 2017    |
| 7724 | Matthias Scheffler    | 1951-6-25           | 15 de março    |       | Física                                            |                               | Lista de membros da Academia Leopoldina/2017 (em alemão). Academia Alemã de Ciências Leopoldina. Consultado em 16 Julho 2017    |
| 7725 | Cordelia Schmid       | 1967-9-28           | 15 de março    |       | Ciências da informação                            |                               | Lista de membros da Academia Leopoldina/2017 (em alemão). Academia Alemã de Ciências Leopoldina. Consultado em 16 Julho 2017    |
| 7726 | Peter Scholze         | 1987-12-11          | 15 de março    |       | Matemática                                        | Peter Scholze                 | Lista de membros da Academia Leopoldina/2017 (em alemão). Academia Alemã de Ciências Leopoldina. Consultado em 16 Julho 2017    |
| 7727 | Ulrike Tillmann       | 1962-12-12          | 15 de março    |       | Matemática                                        | Ulrike Tillmann               | Lista de membros da Academia Leopoldina/2017 (em alemão). Academia Alemã de Ciências Leopoldina. Consultado em 16 Julho 2017    |
| 7728 | Dirk Trauner          | 1967-4-17           | 15 de março    |       | Química                                           |                               | Lista de membros da Academia Leopoldina/2017 (em alemão). Academia Alemã de Ciências Leopoldina. Consultado em 16 Julho 2017    |
| 7729 | Alexander Waibel      | 1956-5-2            | 15 de março    |       | Ciências técnicas                                 |                               | Lista de membros da Academia Leopoldina/2017 (em alemão). Academia Alemã de Ciências Leopoldina. Consultado em 16 Julho 2017    |
| 7742 | Erin Schuman          | 1963-5-15           | 17 de maio     |       | Bioquímica e biofísica                            |                               | Lista de membros da Academia Leopoldina/2017 (em alemão). Academia Alemã de Ciências Leopoldina. Consultado em 16 Julho 2017    |
| 7732 | Dirk H. Busch         | 1966-6-11           | 17 de maio     |       | Microbiologia e imunologia                        |                               | Lista de membros da Academia Leopoldina/2017 (em alemão). Academia Alemã de Ciências Leopoldina. Consultado em 16 Julho 2017    |
| 7731 | Michael Brunner       | 1957-7-26           | 17 de maio     |       | Bioquímica e biofísica                            |                               | Lista de membros da Academia Leopoldina/2017 (em alemão). Academia Alemã de Ciências Leopoldina. Consultado em 16 Julho 2017    |
| 7736 | Volker Haucke         | 1968-6-29           | 17 de maio     |       | Biologia genética/molecular e biologia celular    | Volker Haucke (2013)          | Lista de membros da Academia Leopoldina/2017 (em alemão). Academia Alemã de Ciências Leopoldina. Consultado em 16 Julho 2017    |
| 7735 | Bill S. Hansson       | 1959-1-12           | 17 de maio     |       | Biologia organísmica e evolucionária              | Bill S. Hansson, 2016         | Lista de membros da Academia Leopoldina/2017 (em alemão). Academia Alemã de Ciências Leopoldina. Consultado em 16 Julho 2017    |
| 7734 | Bernd Fleischmann     | 1958-6-22           | 17 de maio     |       | Fisiologia e farmacologia/toxicologia             |                               | Lista de membros da Academia Leopoldina/2017 (em alemão). Academia Alemã de Ciências Leopoldina. Consultado em 16 Julho 2017    |
| 7730 | Jens Brüning          | 1966-6-4            | 17 de maio     |       | Biologia genética/molecular e biologia celular    |                               | Lista de membros da Academia Leopoldina/2017 (em alemão). Academia Alemã de Ciências Leopoldina. Consultado em 16 Julho 2017    |
| 7741 | Julian Schroeder      | 1958-6-11           | 17 de maio     |       | Biologia genética/molecular e biologia celular    |                               | Lista de membros da Academia Leopoldina/2017 (em alemão). Academia Alemã de Ciências Leopoldina. Consultado em 16 Julho 2017    |
| 7743 | Mandyam V. Srinivasan | 1948-9-15           | 17 de maio     |       | Biologia organísmica e evolucionária              |                               | Lista de membros da Academia Leopoldina/2017 (em alemão). Academia Alemã de Ciências Leopoldina. Consultado em 16 Julho 2017    |
| 7738 | Dario Leister         | 1967-5-6            | 17 de maio     |       | Biologia organísmica e evolucionária              |                               | Lista de membros da Academia Leopoldina/2017 (em alemão). Academia Alemã de Ciências Leopoldina. Consultado em 16 Julho 2017    |
| 7737 | Dorothee Kern         | 1966-1-19           | 17 de maio     |       | Genética humana e medicina molecular              |                               | Lista de membros da Academia Leopoldina/2017 (em alemão). Academia Alemã de Ciências Leopoldina. Consultado em 16 Julho 2017    |
| 7733 | Katayoon Dehesh       | 1951-3-3            | 17 de maio     |       | Biologia organísmica e evolucionária              |                               | Lista de membros da Academia Leopoldina/2017 (em alemão). Academia Alemã de Ciências Leopoldina. Consultado em 16 Julho 2017    |
| 7740 | Michael Sattler       | 1965-10-29          | 17 de maio     |       | Bioquímica e biofísica                            |                               | Lista de membros da Academia Leopoldina/2017 (em alemão). Academia Alemã de Ciências Leopoldina. Consultado em 16 Julho 2017    |
| 7739 | Maike Sander          | 1967-8-16           | 17 de maio     |       | Genética humana e medicina molecular              |                               | Lista de membros da Academia Leopoldina/2017 (em alemão). Academia Alemã de Ciências Leopoldina. Consultado em 16 Julho 2017    |
| 7746 | Katharina Domschke    | 1978-1-22           | 12 de julho    |       | Neurociências                                     |                               | Lista de membros da Academia Leopoldina/2017 (em alemão). Academia Alemã de Ciências Leopoldina. Consultado em 3 agosto 2017    |
| 7750 | Jochen Reiser         | 1971-6-23           | 12 de julho    |       | Medicina interna e dermatologia                   |                               | Lista de membros da Academia Leopoldina/2017 (em alemão). Academia Alemã de Ciências Leopoldina. Consultado em 22 agosto 2017   |
| 7755 | Séverine Vermeire     | 1970-9-9            | 12 de julho    |       | Medicina interna e dermatologia                   |                               | Lista de membros da Academia Leopoldina/2017 (em alemão). Academia Alemã de Ciências Leopoldina. Consultado em 22 agosto 2017   |
| 7754 | Ernst Tamm            | 1959-10-15          | 12 de julho    |       | Anatomia e antropologia                           |                               | Lista de membros da Academia Leopoldina/2017 (em alemão). Academia Alemã de Ciências Leopoldina. Consultado em 3 agosto 2017    |
| 7753 | Britta Siegmund       | 1971-10-25          | 12 de julho    |       | Medicina interna e dermatologia                   |                               | Lista de membros da Academia Leopoldina/2017 (em alemão). Academia Alemã de Ciências Leopoldina. Consultado em 22 agosto 2017   |
| 7752 | Dietmar Schmitz       | 1968-11-4           | 12 de julho    |       | Neurociências                                     |                               | Lista de membros da Academia Leopoldina/2017 (em alemão). Academia Alemã de Ciências Leopoldina. Consultado em 22 agosto 2017   |
| 7751 | Stefanie Ritz-Timme   | 1962-6-13           | 12 de julho    |       | Patologia e medicina legal                        |                               | Lista de membros da Academia Leopoldina/2017 (em alemão). Academia Alemã de Ciências Leopoldina. Consultado em 22 agosto 2017   |
| 7748 | Andrej Kral           | 1969-2-27           | 12 de julho    |       | Oftalmologia, otorrinolaringologia, estomatologia |                               | Lista de membros da Academia Leopoldina/2017 (em alemão). Academia Alemã de Ciências Leopoldina. Consultado em 22 agosto 2017   |
| 7747 | Wolfgang Janni        | 1967-5-9            | 12 de julho    |       | Ginecologia e pediatria                           |                               | Lista de membros da Academia Leopoldina/2017 (em alemão). Academia Alemã de Ciências Leopoldina. Consultado em 22 agosto 2017   |
| 7749 | Bernd Pichler         | 1969-12-26          | 12 de julho    |       | Radiologia                                        |                               | Lista de membros da Academia Leopoldina/2017 (em alemão). Academia Alemã de Ciências Leopoldina. Consultado em 22 agosto 2017   |
| 7744 | Andreas von Deimling  | 1959-11-20          | 12 de julho    |       | Patologia e medicina legal                        |                               | Lista de membros da Academia Leopoldina/2017 (em alemão). Academia Alemã de Ciências Leopoldina. Consultado em 22 agosto 2017   |
| 7745 | Stefanie Dimmeler     | 1967-7-18           | 12 de julho    |       | Estudos culturais                                 |                               | Lista de membros da Academia Leopoldina/2017 (em alemão). Academia Alemã de Ciências Leopoldina. Consultado em 15 setembro 2017 |
| 7761 | Michael Pawlik        | 1965-7-11           | 15 de novembro |       | Estudos culturais                                 |                               | Lista de membros da Academia Leopoldina/2017 (em alemão). Academia Alemã de Ciências Leopoldina. Consultado em 8 Dezembro 2017  |
| 7756 | Heiner Fangerau       | 1972-9-26           | 15 de novembro |       | História da ciência e medicina                    |                               | Lista de membros da Academia Leopoldina/2017 (em alemão). Academia Alemã de Ciências Leopoldina. Consultado em 8 dezembro 2017  |
| 7760 | Thomas König          | 1961-2-2            | 15 de novembro |       | Ciências sociais econômica e empírica             |                               | Lista de membros da Academia Leopoldina/2017 (em alemão). Academia Alemã de Ciências Leopoldina. Consultado em 12 dezembro 2017 |
| 7763 | Rudolf Stichweh       | 1951-8-26           | 15 de novembro |       | Estudos culturais                                 |                               | Lista de membros da Academia Leopoldina/2017 (em alemão). Academia Alemã de Ciências Leopoldina. Consultado em 12 dezembro 2017 |
| 7758 | Peter M. Gollwitzer   | 1950-6-29           | 15 de novembro |       | Psicologia e ciência cognitiva                    |                               | Lista de membros da Academia Leopoldina/2017 (em alemão). Academia Alemã de Ciências Leopoldina. Consultado em 18 dezembro 2017 |
| 7757 | Rainer Goebel         | 1964-1-17           | 15 de novembro |       | Psicologia e ciência cognitiva                    | Rainer Goebel, 2014           | Lista de membros da Academia Leopoldina/2017 (em alemão). Academia Alemã de Ciências Leopoldina. Consultado em 3 janeiro 2018   |
| 7759 | Tatjana Hörnle        | 1963-11-15          | 15 de novembro |       | Estudos culturais                                 | Tatjana Hörnle im Januar 2015 | Lista de membros da Academia Leopoldina/2017 (em alemão). Academia Alemã de Ciências Leopoldina. Consultado em 11 janeiro 2018  |
| 7762 | Natalie Sebanz        | 1977-12-11          | 15 de novembro |       | Psicologia e ciência cognitiva                    |                               | Lista de membros da Academia Leopoldina/2017 (em alemão). Academia Alemã de Ciências Leopoldina. Consultado em 25 janeiro 2018  |